# Tommaso Clary
Tommaso Clary (né à Naples en 1798, mort à Rome en mars 1878) est un maréchal du royaume des Deux-Siciles.

## Biographie
Tommaso Clary est le fils d'officier supérieur de l’armée bourbonne. Il entame une carrière à laquelle il met fin en 1844 avant de reprendre du service. En 1847, il réprime l'insurrection de Messine.
En 1860, il prend part aux combats en Sicile pour s'opposer à l'expédition des Mille sans grand résultat. Réfugié dans Messine, il laisse la ville aux garibaldiens sans résister. De retour à Naples, il est alors écarté du commandement militaire et ne prend pas part aux combats sur le continent.
Présent à Gaète, il en est chassé et rejoint Rome où la famille royale s'est réfugié après la chute de la forteresse.
Il devient un des dirigeants du brigandage, organisant en 1861 une tentative d'expédition qui échoue.